# あいつ等だけのお姫様!?
『あいつ等だけのお姫様!?』（あいつらだけのおひめさま!?）は、結衣による日本のケータイ小説作品。

## 概要
2007年10月から12月にかけてメディアワークスより文庫化された。

## あらすじ
高校1年生の杏樹（あんじゅ）には、愁（しゅう）・慶介（けいすけ）・龍也（たつや）という幼馴染みの3人がいる。3人とも杏樹のことが好きなのだが、本人はその想いに気付かない。その中、杏樹は3人とはまた別の同級生に片想いをしていた。
それぞれの視点から描かれる幼馴染みに振り回される女の子の長編ラブストーリー。

## 登場人物
桐島杏樹
この物語の主人公。3人の幼馴染に振り回されるが、それが自分を好きだからとは認識していない。鈍感で押しに弱く、やきもちやき。
3人にはファーストキスを奪われたりするなど迷惑被られているが、助けてもらうときもある。
3人曰く、「杏樹はお姫様」。
結構モテ体質でもある。また、大河と智樹に犯されそうになったことがある。
1巻の後半から3人に告白をされ、愁のほうに傾くが、最終的には龍也を選ぶ。
3巻では龍也と同じ大学に行くこととなる。
大浦龍也
杏樹の彼氏で幼馴染。3人の中では比較的大人っぽい。天然だが、成績は学年トップ。
杏樹のことが好き。杏樹の家に遊びに行くと、必ずといっていいほど彼女のベッドに横になる。（愁のベッドにも寝たことがあるが、龍也曰く、「固い」とのこと。）
ファンクラブがあり、龍也はそれに所属する女子生徒が嫌いで、よく音楽室のバルコニーに逃げ込んでいる。
杏樹に告白するが、愁の方に傾いていることに気づいていて、彼女に「愁のところに行け」というが、戻ってきた杏樹に告白され、付き合うことに。

## 書籍
- 全3巻 （メディアワークス、魔法のiらんど文庫）- レーベル新設時に文庫化